# Pierre Veyron
Pierre Veyron, né le 1er octobre 1903 à Berc (Lozère) et mort le 2 novembre 1970 dans le 14e arrondissement de Paris, est un pilote automobile français.

## Biographie
Il s'est notamment illustré lors des 24 Heures du Mans, qu'il a remportées en 1939 au volant d'une Bugatti Type 57C, partageant le volant avec Jean-Pierre Wimille. Avant-guerre toujours, il termina quatrième du Grand Prix de la Marne et sixième du Grand Prix de l'ACF, le tout en 1936 sur Bugatti Type 57.
Il a remporté le Grand Prix du Comminges en 1932 sur Maserati 26, après une deuxième place en 1931 sur Bugatti Type 37A, ainsi que la même année le Grand Prix de Lorraine des voiturettes avec la marque. En 1933 il gagna le premier Grand Prix de l'Albigeois. En 1934, il gagna l'une des deux épreuves de la course de l'Avus. Il récidiva à Albi en 1935, en remportant au préalable en 1934 la course réservée aux voiturettes. En 1935 encore, il gagna de nouveau la course des voiturettes de Lorraine. En octobre 1936, il décroche sept records internationaux à Montlhéry, associé à Jean-Pierre Wimille et Willy Williams, sur une Bugatti Sport 3,3 l (et record des 24 heures amélioré de 486 kilomètres ; moyenne horaire 199,445 km). Il avait déjà réalisé en avril 1935 (aussi à Montlhéry) le record mondial des 24 heures dans la catégorie des 1,5 l alors associé à ses compatriotes Roger Labric (déjà auteur d'une neuvième place aux 24 Heures du Mans 1932) et Louis Villeneuve (futur quatrième des 24 Heures du Mans 1938, et sixième en 1939.
Après la Libération, il fut troisième des 24 Heures de Spa en 1948 sur Gordini TMM avec José Scaron, puis quatrième des 12 Heures de Paris en 1950 sur le même modèle avec Régine Gordine.
Il cesse de courir après les 24 Heures du Mans 1952 et 1953 (avec alors une Nash-Healey Sport).
« Homme discret et intelligent », la marque Bugatti lui a rendu hommage en baptisant un de ses modèles d'après son nom : la Veyron 16.4, commercialisée en 2005.

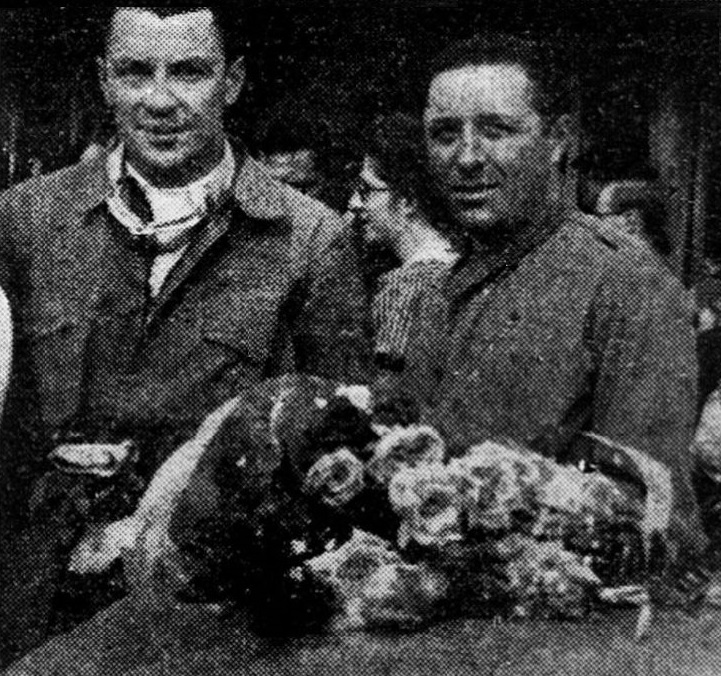
Wimille (à gauche) et Veyron (à droite), vainqueurs des 24 Heures du Mans 1939.
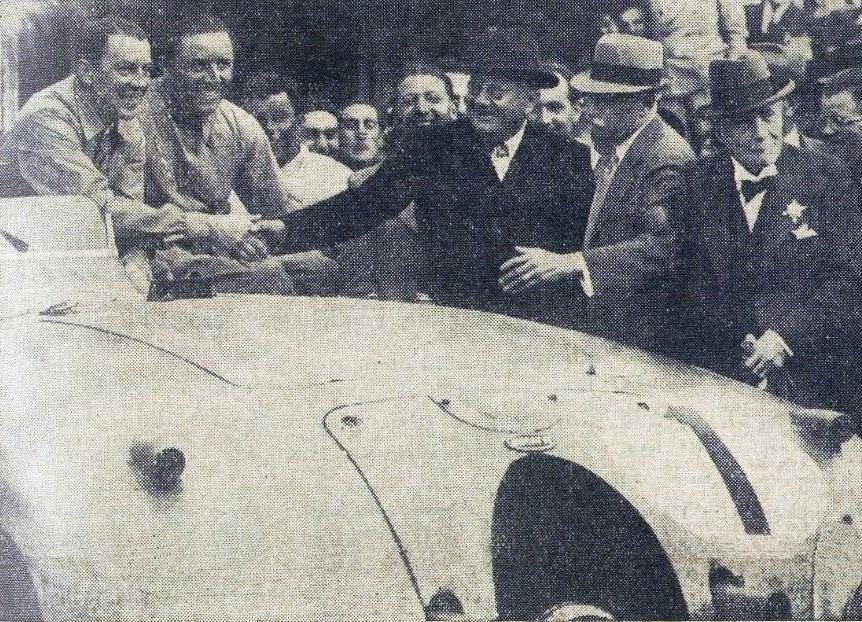
Wimille et Veyron vainqueurs, serrant la main du ministre des travaux publics, et celle du Président de l'ACO M. Singher (24 Heures du Mans 1939).